# 킬러맨
《킬러맨》(영어: Killerman)은 2019년 공개된 미국의 액션 범죄 영화이다. 리엄 헴즈워스, 에머리 코언, 다이앤 게레로, 즐라트코 부리치, 수라지 샤르마 등이 출연하였다.

## 줄거리
모와 스컹크는 스컹크의 삼촌 퍼리코 밑에서 돈 세탁업자로 일한다.   
어느 날 세탁해야하는 돈 2천만 달러가 수중에 들어온 상황에서 스컹크는 이 돈으로 마약상 디보와 마약 거래를 하여 짧은 시간에 용돈을 벌고자 한다.   
그러나 디보는 부패한 경찰들과 짠 상태로, 거래에는 경찰 증거물 보관실에 압수돼있던 마약이 쓰일 예정이다. 부패 경찰들은 현장에 출동한 척 모와 스컹크에게서 돈을 뺏고 마약도 회수할 생각이다.   
하지만 모는 사실 보험으로 거래 장소 근방에 저격수를 숨겨두었고, 저격수가 경찰들에게 총을 쏘는 사이 모와 스컹크는 돈과 마약을 모두 챙겨 자리를 뜬다.   
그러나 급히 도망치던 중 차를 박는 사고가 나고 그 충격으로 모는 기억을 잃는다. 자신이 실은 킬러맨으로 불리는 잠복 경찰이라는 사실까지도.   

## 출연
- 리엄 헴즈워스 - 모 다이아몬드 역
- 에머리 코언 - 보비 "스컹크" 샌토스 역
- 다이앤 게레로 - 롤라 역
- 즐라트코 부리치 - 퍼리코 역
- 수라지 샤르마 - 페덱스 역
- 니컬라 슈렐리 - 리언 더포 역
- 마이크 모 - 배러쿠타 역
- 스티비 파스코스키 - 피티 역
- 존 세나티엠포 - 빌 오도널 역
- 제이 휴글리 - 제임스 매닝 역
- 술레만 시 사바네 - 보카사 역
- 리치 잉 - 스즈키 역
- 레자 네이더 - 구시 역
- 말리크 베이더 - 마티네즈 역
- 줄리아 배시 - 록시 역
- 콜트레인 윌리엄스 - 디보 역
- 리처드 고테리 - 치치 역
- 마이클 밀리 - 얼론조 역
- 베치 랜딘 - 간호사 리사 역
- 헤리온 무스타파라이 - 니코 역